# Lilla Brandssjön
Lilla Brandssjön är en sjö i Tranemo kommun i Västergötland och ingår i Ätrans huvudavrinningsområde.